# 马科斯·乌雷尼亚
马科斯·达尼洛·乌雷尼亚·波拉斯（Marcos Danilo Ureña Porras，1990年3月5日—）是哥斯达黎加职业足球运动员，目前效力于澳大利亚俱乐部中岸水手足球會，司职前锋。他還是哥斯達黎加國家足球隊成員。